# Chris Childs

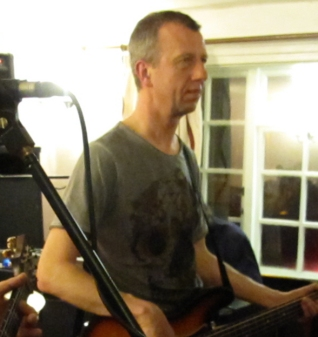
Chris Childs

Chris Childs (Writtle, 24 juni 1959) is een Brits bassist van de hardrockband Thunder. 
Hij speelt sinds september 1996 bij Thunder, toen verving hij Mikael Höglund, voor deze tijd speelde hij bij Then Jerico en Go West. Childs speelt ook bas in de Londense bluesrockact Bad Influence, dit samen met Thunder-drummer Gary 'Harry' James. Hij toert ook regelmatig met de Eagles-tributeband The Ultimate Eagles.
Tussen 2014 en 2017 speelde hij bij de Amerikaanse formatie Tyketto.